# Juan Ferraro
Juan Josè Ferraro (Buenos Aires, 5 settembre 1923 – Buenos Aires, 18 novembre 1973) è stato un calciatore argentino, di ruolo attaccante.

## Caratteristiche tecniche
Centravanti molto abile tecnicamente ricordato per l'eleganza dei movimenti che gli fece guadagnare il soprannome di "El duque" ("il duca").

## Carriera

### Club
Crebbe nel Velez squadra nella quale ha passato gran parte della carriera. Ne è, peraltro, il secondo maggior realizzatore. Nel 1948 passa al Boca Juniors per la somma (davvero notevole per i tempi) di 500.000 pesos. Vi rimane tre anni per ritornare poi al Velez. Nel 1957 va a chiudere la carriera nell'Independiente Santa Fe vincendo uno storico titolo nazionale.

### Nazionale
Debuttò in Nazionale nel 1945, e già al suo primo anno vinse il Campeonato Sudamericano de Football.

## Palmarès

### Club

#### Competizioni nazionali
- Campionato argentino: 1

Velez: 1953
- Campionato colombiano: 1

Independiente Santa Fe: 1958

### Nazionale
- Campeonato Sudamericano de Football: 1

Cile 1945